# Chionomys
Chionomys és un gènere de mamífers rosegadors de la família dels cricètids. Inclou espècies de talps natius d'Euràsia.

## Taxonomia
- Chionomys gud (Satunin, 1909)
- Chionomys nivalis (Martins, 1842)
- Chionomys roberti (Thomas, 1899)